# 亞努節
亞努節，又稱四月八節，是苗族的傳統節日，於每年農曆四月初八慶祝，以紀念苗族古代英雄亞努。根據苗族傳說，亞努在農曆四月初八的一次抵抗外敵的激戰中不幸戰死，因此苗族人便會在當日紀念他。